# Legiunea de Merit

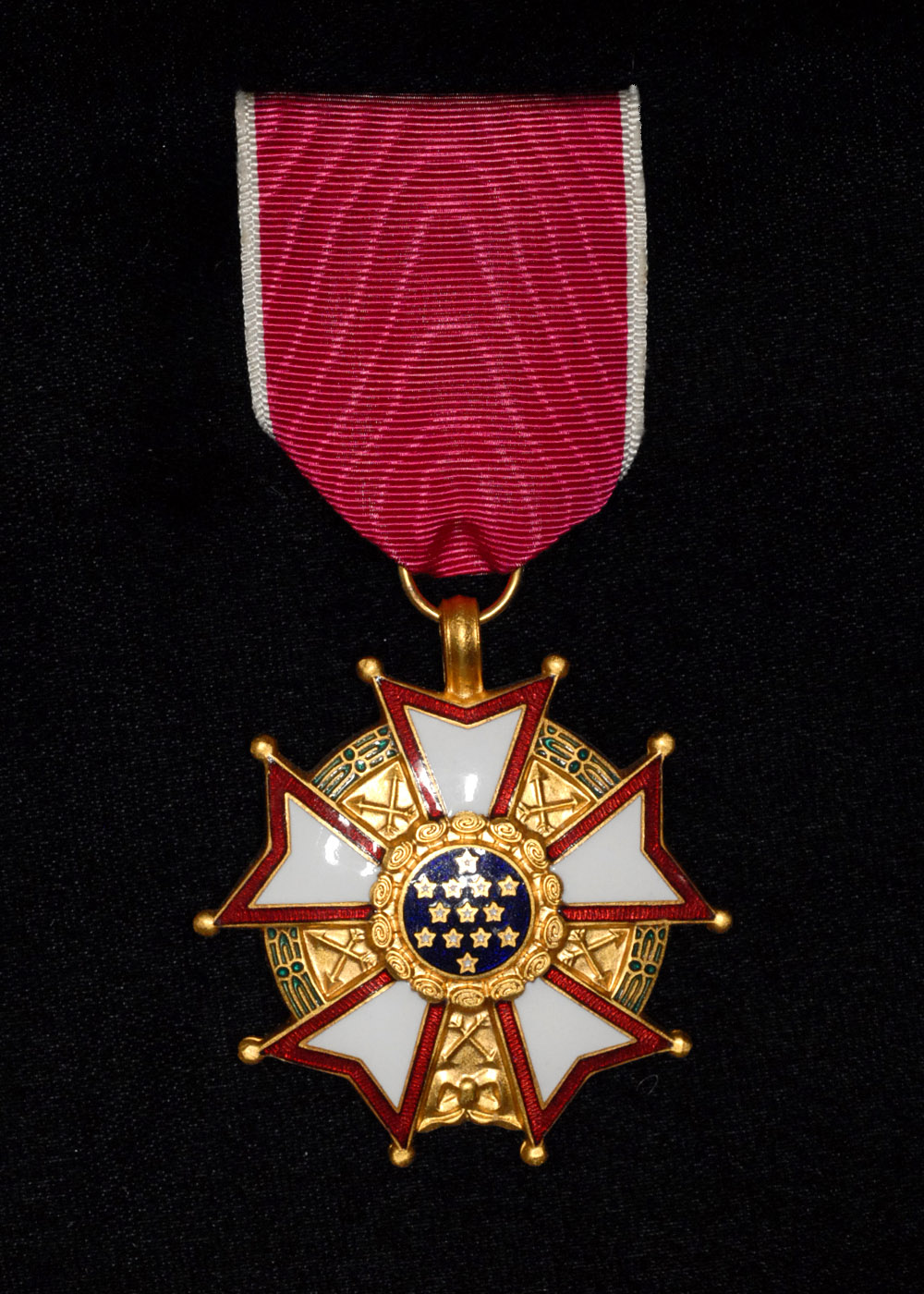
Decorația Legion of Merit

Decorația Legiunea de Merit (în engleză : Legion of Merit) este o decorație militară a SUA. Decorația se acordă personalului militar a Statelor Unite ale Americii persoanelor cu o conduită meritorie în serviciul militar, cu realizări deosebite în cadrul acțiunilor, dovedind curaj deosebit (se acordă de regulă ca ultima decorație înainte de pensionare de obicei generalilor și coloneilor, fiind rare cazurile când decorația se acordă militarilor cu rang inferior), sau personalităților politice ale unor țări străine, în acest caz gradul primit depinde foarte mult de funcția decoratului. 
Decorația Legiunea de Merit în grad de "Chief Commander" și de  "Commander" sunt singurele decorații americane cu panglică care se poartă în jurul gâtului.

## Grade
| Chief Commander (comandant șef) | Commander (comandant) | Officer (ofițer) | Legionnaire (legionar) |
| ------------------------------- | --------------------- | ---------------- | ---------------------- |
|                                 |                       |                  |                        |
| Bareta                          |                       |                  |                        |
|                                 |                       |                  |                        |

## Legiunea de Merit primită de Majestatea Sa Regele Mihai I al României

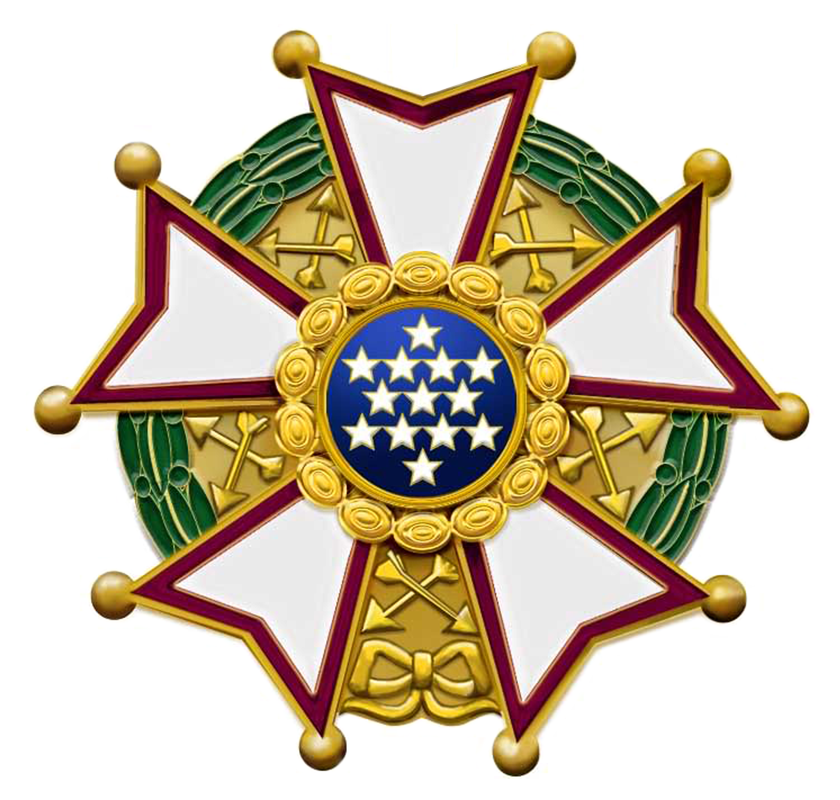
Legiunea de Merit în grad de Comandant Șef

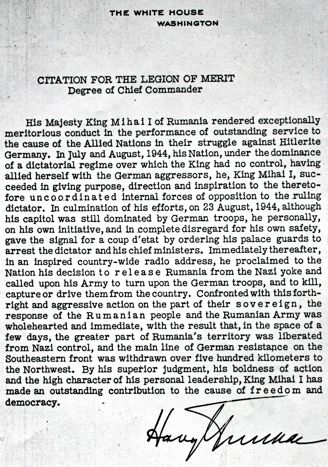
Brevetul de decorare pentru Ordinul Legiunea de Merit primit de Regele Mihai

Pentru recunoașterea meritelor sale în victoria Aliaților și în scurtarea războiului, ca urmare a actului de la 23 August, Regelui Mihai I al României i-au fost conferite înalte decorații atât de către americani, cât și de către sovietici. La 19 iulie 1945, printr-o ceremonie desfășurată în Sala Tronului, Regelui i-a fost decernat Ordinul Victoriei, cea mai înaltă decorație militară sovietică. Un an mai târziu, în 1946, Regele Mihai a primit din partea Statelor Unite Legiunea de Merit în grad de Comandant Șef. În brevetul de decorare, semnat de, președintele american Harry S. Truman se arată că:
„Majestatea Sa Regele Mihai I al României a dat dovadă de un comportament excepțional de merituos în exercitarea unui serviciu remarcabil pentru cauza Națiunilor Aliate în lupta lor împotriva Germaniei hitleriste. În iulie și august 1944, Națiunea sa, sub dominația unui regim dictatorial peste care Regele nu avea control, aliindu-se cu agresorii germani, el, Regele Mihai I, a reușit să dea țel, direcție și inspirație forțelor interne, necoordonate până atunci, care se opuneau conducerii dictatorului. În culminarea eforturilor sale, pe 23 august 1944, deși capitala lui era încă dominată de trupele germane, el personal, din propria lui inițiativă, și în completă nepăsare pentru sigurața lui personală, a dat semnalul pentru o lovitură de stat ordonând gărzilor palatului său să aresteze pe dictator și principalii lui miniștri. Imediat apoi, într-o inspirată proclamație către țară adresată la radio, el a declarat țării decizia lui de a scoate România de sub jugul nazist și a chemat Armata să se întoarcă împotriva trupelor germane, și să ucidă, captureze prizonieri sau să-i alunge din țară. Puși în fața acestui frontal și puternic act din partea suveranului lor, răspunsul poporului român și al armatei române a fost imediat și din toată inima, cu rezultatul că, în doar câteva zile, cea mai mare parte a teritoriului României a fost eliberat de sub controlul nazist, și linia principală a rezistenței germane pe frontul de Sud-Est a fost alungat mai mult de cinci sute de kilometri spre Nord-Vest. Prin judecata lui superioară, prin ascuțimea acțiunii sale și prin înaltul caracter al cârmuirii sale personale, Regele Mihai I a adus o contribuție extraordinară la cauza libertății și democrației.”

## Câțiva dintre decorați
- Comandanți șefi:
  - Regele Mihai al României
  - Regele Olav al V-lea al Norvegiei
  - Regele George al VI-lea al Regatului Unit
  - Președintele francez gen. Charles de Gaulle
  - Mareșalul britanic Bernard Montgomery
  - Mareșalul sovietic Gheorghi Jukov
  - Mareșalul sovietic Konstantin Rokosovski
  - Rav-aluf (General-locotenent) israelian Gabi Ashkenazi
  - Generalissimul chinez Chiang Kai-Shek
  - Draža Mihailović
  - Alphonse Juin
  - Jean de Lattre de Tassigny
  - Mareșalul francez Philippe Leclerc de Hauteclocque
  - Șahul iranian Mohammad Reza Pahlavi

- Comandanți al Meritului: 
  - Rav-aluf (General-locotenent) israelian Ehud Barak
  - John de Chastelain
  - Jacques Chaban-Delmas
  - Alain de Boissieu
  - Peter de la Billière
  - John George Walters Clark
  - Jean-Louis Georgelin
  - Marcel Bigeard
  - Stéphane Abrial
  - Martial Valin
  - Pierre-François Forissier
  - Marie-Pierre Koenig
  - Rav-aluf (General-locotenent) israelian Beniamin (Beny) Gantz

- Ofițeri al Meritului: 
  - Roméo Dallaire
  - Vincent Desportes
  - Generalul de brigada (rz) roman Marius-Dumitru Craciun

- Legionari al Meritului:
  - Președintele american general Dwight David Eisenhower
  - Generalul american Omar Bradley
  - Generalul american George S. Patton
  - Generalul american William Westmoreland

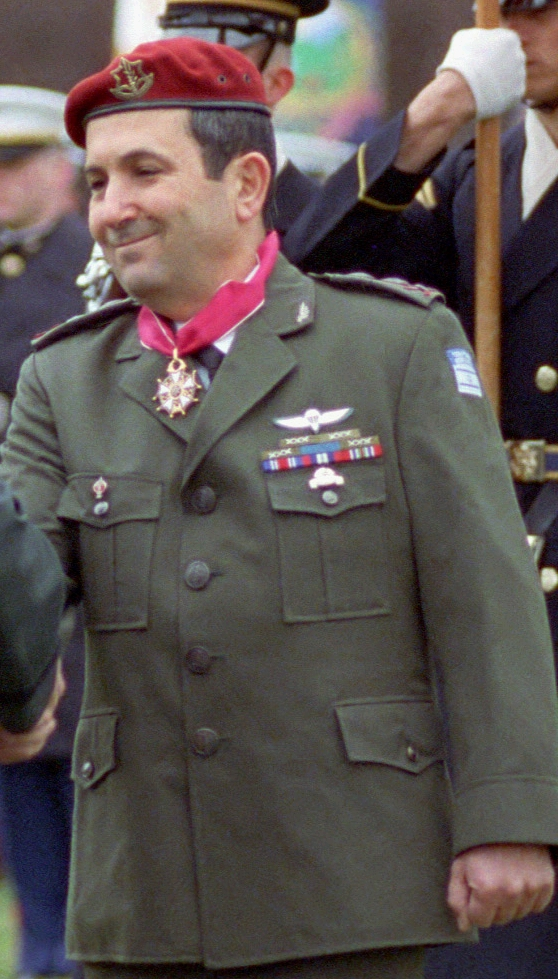
General-locotenent Ehud Barak, mai târziu prim-ministru al Israelului decorat cu Legiunea de Merit în 1993.

  - Actorul englez David Niven
  - Edwin Hubble
  - Curtis G. Culin